# 英國會計師
英國會計師，是指屬於英國本土會計師專業團體的會員統稱。可是，英國的會計師專業團體五花八門，真正擁有英國當地法定地位或屬於英國合資格會計師(Qualified Accountant)的其實只有數家而已。
英國是世界上最早創立會計師制度的國家，早在1854年蘇格蘭特許會計師協會（ICAS）便在英國蘇格蘭的愛丁堡市創立。
除此之外，英國的會計師專業發展亦是全球最發達的地區。由於英國政府採用會計師專業團體多元競爭的特色，促使在英國境內出現了世界上兩大會計師公會。這包括歐洲最大的會計師公會 - 英格蘭及威爾斯特許會計師公會（ICAEW），及世界上規模最大之一和最為國際化的會計師公會 - 特許公認會計師公會（ACCA）。

## 英國合資格會計師
凡是得到英國及愛爾蘭會計職業團體諮詢委員會（CCAB）成員會藉的專業會計師在英國及愛爾蘭當地是享有同等的專業地位，屬於英國及愛爾蘭當地的合資格會計師（Qualified Accountant）。 
屬於英國及愛爾蘭會計職業團體諮詢委員會（CCAB）成員的會計師公會包括特许公认会计师公会（ACCA）、英格蘭及威爾斯特許會計師公會（ICAEW）、蘇格蘭特許會計師公會（ICAS）、愛爾蘭特許會計師公會（ICAI）及英國特許公共財務會計師公會（CIPFA）。
只要是屬於英國及愛爾蘭會計職業團體諮詢委員會（CCAB）成員的會計師公會都是得到國際會計師聯合會（IFAC）的會籍，持有其會員資格的會計師基本上是得到國際認可。
除此之外，所有屬於英國及愛爾蘭會計職業團體諮詢委員會（CCAB）成員(ACCA、ICAEW、ICAS、ICAI、CIPFA)會藉的專業會計師都是得到英國皇室授予的皇家特許（Royal Charter）銜頭。
根據英格蘭及威爾斯特許會計師公會（ICAEW）的認可政策，只要是屬於英國及愛爾蘭會計職業團體諮詢委員會（CCAB）成員會藉(ACCA、ICAS、ICAI、CIPFA)的合資格會計師，在成為其公會會員的5年後(即合共8年經驗)，以及符合一些特定條件，便可能申請成為英格蘭及威爾斯特许会计师（ACA）。（詳情）
CIMA自2011年3月2日始，便不再是CCAB成員。

## 英國執業資格
- 在英國及愛爾蘭地區，根據當地法例Companies Act 1989, Insolvency Act 及 Financial Services and Markets Act，賦予特許公認會計師(ACCA)、英格蘭及威爾斯特許會計師（ACA）、蘇格蘭特許會計師（CA）、及愛爾蘭特許會計師（CA）有權在當地擔任法定審計、破產管理、及商業投資顧問的法定工作。

- 根據英國法例Companies Act 1989，屬於英國認可資格成員(Recognised Qualifying Body)之一的英国國際會計師公會(AIA)，其會員(AAIA 或FAIA)有權在英國當地擔任法定審計的法定工作。

- 根據歐盟互認協定（Mutual Recognition Directive），具有英國法定執業資格的合資格會計師(特許公認會計師(ACCA)、特許會計師(CA 或ACA)和國際會計師(AIA))是得到歐洲聯盟成員國、歐洲經濟共同體國家成員國、及瑞士的法律認可，賦予她們法定權力可以在當地執業。可是，可享有此歐盟互認協定的英國合資格會計師(具有英國法定執業資格)就必須是歐洲聯盟成員國或歐洲經濟共同體成員國或瑞士其中一國的公民。

## 英國會計師名銜
- 在英國，會計師公會的會員名銜是各有不同，分別如下:
  - 特许公认会计师公会（ACCA）會員 = 特許公認會計師 (Chartered Certified Accountant 或簡稱ACCA)
  - 英格蘭及威爾斯特許會計師公會（ICAEW）會員 = 英格蘭及威爾斯特許會計師 (Associate Chartered Accountant 或簡稱ACA)
  - 蘇格蘭特許會計師公會（ICAS）會員 = 蘇格蘭特許會計師 (Chartered Accountant 或簡稱CA)
  - 愛爾蘭特許會計師公會（ICAI）會員 = 愛爾蘭特許會計師 (Chartered Accountant 或簡稱ACA)
  - 英國皇家特許管理會計師公會（CIMA）會員 = 英國特許管理會計師 (Chartered Management Accountant 或簡稱ACMA)
  - 英國特許公共財務會計師公會（CIPFA）會員 = 英國特許公共財務會計師 (Chartered Public Financial Accountant 或簡稱CPFA)
  - 國際會計師公會(AIA)會員 = 國際會計師 (International Accountant 或簡稱AAIA)

- 在英國當地，蘇格蘭特許會計師公會（ICAS）會員使用特許會計師Chartered Accountant 或簡稱CA名銜。可是，英格蘭及威爾斯特許會計師公會（ICAEW）的會員都是屬於以特許會計師 Chartered Accountant 為名銜的會計師。雖然如此，由於英格蘭及威爾斯特許會計師公會（ICAEW）成立時間是遲於蘇格蘭特許會計師公會（ICAS） ，所以ICAEW 會員需要加上Associate字眼在Chartered Accountant的名銜前面(Associate Chartered Accountant 或簡稱ACA)以作區別。

- 至於特许公认会计师公会（ACCA）、英國特許管理會計師公會（CIMA）及英國特許公共財務會計師公會（CIPFA），其會員亦是得到英國皇室授予皇家特許（Royal Charter）銜頭，但她們使用其他會計師名銜。

- 亦是如此，在英國當地是出現兩類名稱的會計師事務所。前一類是特許會計師事務所(Chartered Accountant Firm 或簡稱CA firm)。另一類是特許公認會計師事務所(Chartered Certified Accountant Firm 或簡稱CCA firm)。

- 在英國，開設特許會計師事務所(Chartered Accountant Firm 或簡稱CA firm)的會計師是屬於英格蘭及威爾斯特許會計師公會（ICAEW）或蘇格蘭特許會計師公會（ICAS）的會員，故這些會計師是以其會員名銜 - 特許會計師(Chartered Accountant)的名義來開設會計師事務所。

- 開設特許公認會計師事務所(Chartered Certified Accountant Firm 或簡稱CCA firm)的會計師是屬於特许公认会计师公会（ACCA）的會員，故這些會計師是以其會員名銜 - 特許公認會計師(Chartered Certified Accountant) 的名義來開設會計師事務所。

- 在英國當地，雖然特許公認會計師(ACCA) 與特許會計師(CA 或ACA)在名銜上是有所不同，但在英國法律地位上都是完全一樣，兩者都是屬於具有英國法定執業資格兼皇家特許（Royal Charter）銜頭的合資格會計師。

- 然而,儘管法律地位相當, 因ICAEW & ICAS 兩會較長傳統,故ACCA獲Royal Charter後英國人仍以CA專指此兩會, 故英國本土ICAS及ICAEW地位較比ACCA稍高; 在英國以外,ICAEW為最大之歐洲會計組織, 然歐洲之外之世界中因ACCA國際化最成功, 故名氣較大, 為全球最為國際化的會計師組織。

- [註釋:英国現行Companies Act 經其唯一的官方DTI依法認可以上六個英国公會包括AIA不分级別。CIPFA是最後在2006被DTI認可的。EU Mutual Recognition Directive歐盟二十七國的指定會計師包括AIA具绝對平等法定審計資格。在英国和歐盟二十七國跨國依法擔任法定審計，絕對與古代的英式Royal Charter及私人法團CCAB無關.其它有違英國及歐盟現行法例及假冒DTI及歐盟國會公佈的失實公開說法，其公會或個人可被依法追究。ICAEW已在其公會網頁重申可經AIA在英國執業。如有27国會計師的绝對平等法定審計資格疑問，請與DTI及歐盟國會確實。]